# Don Mattingly
Donald Arthur Mattingly (ur. 20 kwietnia 1961) – amerykański baseballista, który występował na pozycji pierwszobazowego przez 14 sezonów w New York Yankees. Nosi przydomek „Donnie Baseball” i „The Hit Man”.

## Kariera zawodnicza
Mattingly został wybrany w drafcie 1979 roku w 19. rundzie przez New York Yankees. Zawodową karierę rozpoczynał w zespołach NAPBL, między innymi w klubie farmerskim Yankees Columbus Clippers, mając średnią uderzeń 0,315. W Major League Baseball zadebiutował 8 września 1982 roku w meczu przeciwko Baltimore Orioles.
W debiutanckim pełnym sezonie 1983 występował także na pozycji zapolowego. Rok później grał już regularnie jako pierwszobazowy i miał najlepszą w American League średnią uderzeń (0,343), zwyciężył w klasyfikacji uderzeń (207) oraz w zdobytych doubles (44). Był również jednym z kandydatów do nagrody MVP. Ostatecznie w głosowaniu na najbardziej wartościowego zawodnika sezonu zajął 5. miejsce.
W sezonie 1985 został wybrany MVP American League mając średnią uderzeń 0,324, zdobytych home runów 35, zwyciężając ponownie w klasyfikacji zdobytych doubles 48 i zaliczonych RBI 145. W 1986 po raz trzeci z rzędu był najlepszy pod względem zdobytych doubles 53. Rok później wyrównał rekord zdobywając home runy w ośmiu kolejnych meczach i ustanowił rekord zdobytych grand slamów (6) w sezonie. W 1995 po raz pierwszy jako zawodnik New York Yankees awansował do postseason. Ostatni raz wystąpił 1 października 1995.

## Kariera szkoleniowa
Po zakończeniu kariery zawodniczej był trenerem pałkarzy w New York Yankees i Los Angeles Dodgers. W 2011 został menadżerem "Dodgersów", zaś w listopadzie 2015 objął tę funkcję w Miami Marlins.

## Nagrody i wyróżnienia
| Nagroda/wyróżnienie            | Lata                                                 | Źródło |
| MVP American League            | 1984                                                 | [ 1 ]  |
| 6× All-Star                    | 1984, 1985, 1986, 1937, 1988, 1989                   | [ 7 ]  |
| 9× Gold Glove Award            | 1985, 1986, 1987, 1988, 1989, 1991, 1992, 1993, 1994 | [ 9 ]  |
| 3× Silver Slugger Award        | 1985, 1986, 1987                                     | [ 10 ] |
| # 23 zastrzeżony przez Yankees | 1997                                                 | [ 11 ] |